# Niszczyciele typu Iroquois
Niszczyciele typu Iroquois – typ czterech kanadyjskich niszczycieli, które weszły do służby w Royal Canadian Navy w latach 70. XX wieku. Okręty były pierwotnie zaprojektowane do zwalczania okrętów podwodnych, ale po gruntownej modernizacji w latach 90. przystosowano je do zadań przeciwlotniczych.
Niszczyciele typu Iroquois były pierwszymi dużymi okrętami na Zachodzie napędzanymi wyłącznie turbinami gazowymi.

## Okręty[2]
- HMCS „Iroquois” (DDH 280) – wycofany ze służby w 2015 roku
- HMCS „Huron” (DDH 281) – zatopiony podczas ćwiczeń w 2007 roku
- HMCS „Athabaskan” (DDH 282) – wycofany ze służby w 2017 roku
- HMCS „Algonquin” (DDH 283) – wycofany ze służby w 2015 roku